# Menedemos von Eretria
Menedemos von Eretria (altgriechisch Μενέδημος Menédēmos, latinisiert Menedemus; * zwischen 350 und 345 v. Chr. in Eretria; † zwischen 265 und 260 v. Chr.) war ein antiker griechischer Philosoph. Er wird gelegentlich der elisch-eretrischen Schule zugerechnet.
Falls Menedemos Schriften verfasst hat, sind sie verloren; erhalten sind umfassende Testimonien (antike Berichte) über das Leben des Menedemos, jedoch nur wenige über seine Lehre.

## Überlieferung
Ein umfangreicher Bericht zu Menedemos findet sich bei Diogenes Laertios, der sich unter anderem auf die verlorene Biographie Leben des Menedemos Antigonos’ von Karystos stützt. Weitere Quellen sind Plutarch, Athenaios, Simplikios und Lykophron aus Chalkis.

## Leben
Menedemos’ Lebensdaten sind ungefähr bekannt. Laut Diogenes Laertios ist er im Alter von 84 Jahren gestorben (die frühere Lesart 74 statt 84 ist vermutlich falsch). Da er in der zweiten Hälfte der 260er Jahre v. Chr. gestorben ist, muss er zwischen 350 und 345 geboren worden sein.
Er stammte aus einer vornehmen, jedoch verarmten Familie. Wie sein Vater Kleisthenes hat er die Berufe Baumeister und Bühnenmaler gelernt. Im Zuge militärischer Auseinandersetzungen (wahrscheinlich 323/322 v. Chr., während des lamischen Krieges) gelangte er nach Megara, wo er und sein älterer Freund Asklepiades von Phleius Schüler des megarischen Philosophen Stilpon wurden. Darüber hinaus besuchte er Athen und hörte in der platonischen Akademie Xenokrates (eine Fehlinformation ist das behauptete Zusammentreffen mit Platon selbst). Später begaben sich Asklepiades und Menedemos nach Elis und wurden Schüler bei philosophischen Nachfahren Phaidons von Elis, nämlich bei Anchipylos und Moschos. Vor 311/310 haben die beiden auch Salamis auf Zypern besucht, wo sie sich am Hof des Königs Nikokreons aufhielten. Seit etwa 300 v. Chr. begann Menedemos auf der Insel Euböa eine wichtige Stellung im politischen Lebens seiner Vaterstadt einzunehmen. Er soll sich für die Eigenständigkeit Eretrias, das zu jener Zeit viel von seiner einstigen Bedeutung eingebüßt hatte, eingesetzt und zahlreiche Gesandtschaften in andere griechische Städte begleitet haben. Dabei trat er in enge Beziehung zu Antigonos II. Gonatas, den König von Makedonien. In Delphi fand man eine Inschrift, die bezeugt, dass er in den Jahren 274/273 und 268 v. Chr. die Funktion eines Hieromnemon innehatte. Als er von seinen Mitbürgern des Verrats bezichtigt wurde, begab er sich zuerst nach Oropos, dann zu Antigonos Gonatas nach Pella. Dort soll er verzweifelt sein und sich möglicherweise sogar zu Tode gehungert haben.
Wenn Diogenes Laertios’ Angaben stimmen, waren die Familienverhältnisse Menedemos’ nicht unkompliziert. Er soll die Mutter der Frau seines älteren Freundes Asklepiades geheiratet haben. Als Asklepiades' Frau starb, soll er diesem seine Frau überlassen und eine reichere geheiratet haben, mit der er drei Töchter hatte. Den Haushalt führte weiterhin seine erste Frau. Befreundet war Menedemos mit den Dichtern Aratos von Soloi, Lykophron aus Chalkis und Antagoras. Als mögliche Schüler Menedemos’ nennt Diogenes Laertios Dionysios von Herakleia, Antigonos Gonatas und eine Frau unbekannten Namens. Ob und inwiefern man von einer Zugehörigkeit Menedemos’ zu einer Schule sprechen kann, wird im Artikel elisch-eretrische Schule behandelt.
Nach einer Hypothese von Jean Bousquet hat Menedemos eine Art Tachygraphie erfunden.

## Lehre
Bei Diogenes Laertios ist zu lesen, dass Menedemos keine Schriften verfasst und keine festgelegte Lehrmeinung vertreten habe (dass er Platoniker war, ist eine Fehlinformation), dafür aber ein kampflustiger Debattierer gewesen sei.
Ethik
Wie Euklid von Megara war Menedemos der Ansicht – so berichtet es Plutarch –, dass es nur ein einziges Gutes (agathón) und nur eine Tugend (aretḗ) gebe. Womit man die verschiedenen Tugenden und einzelnen Güter bezeichne, seien nur Numen für die eine Tugend und das eine Gute. Laut Cicero meinte er, dass dieses eine Gute „im Denken begründet sei und in der Schärfe des Denkens, mit der das Wahre erkannt werde.“
Logik
Laut Diogenes Laertios hat Menedemos die negativen Aussagen aufgehoben und an ihre Stelle bejahende gesetzt. Von den bejahenden Aussagen habe er nur die einfachen (aplá) akzeptiert und die nicht einfachen aufgehoben. Nach Simplikios soll er von Stilpon die Ansicht übernommen haben, dass nur Identitätsaussagen gültig sind, dass man nicht nichts von etwas anderem aussagen dürfe.
Allgemein geht Klaus Döring davon aus, dass Menedemos die Dialektik (heute in etwa die Disziplin Logik) nicht wirklich ernst genommen, sondern mit ihr sein Spiel getrieben habe.

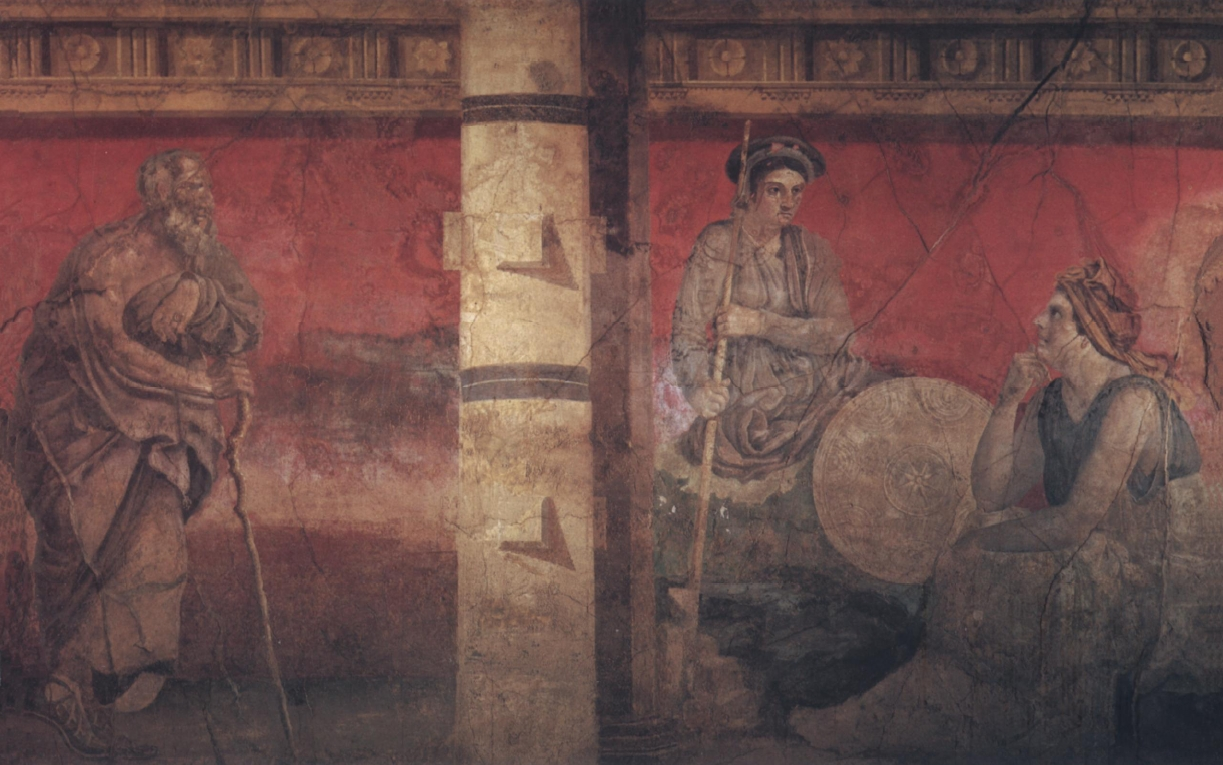
Der links zu sehende Mann wurde von einigen Forschern als Menedemos identifiziert. Römische Wandmalerei zwischen 40 v. Chr. und 79 in der Villa von Boscoreale, heute im Archäologischen Nationalmuseum Neapel.

## Bildnisse
Auf einer römischen Wandmalerei, die zwischen 40 v. Chr. und 79 in der Villa des Publius Fannius Synistor in Boscoreale gemalt wurde, ist ein alter, als Philosoph gedeuteter Mann zu sehen, der sich auf einen Stock stützt und auf Antigonos Gonatas sowie seine Mutter Phila blickt. Aufgrund Menedemos’ enger Beziehung zu Antigonos, wurde dieser Mann von einigen Forschern mit Menedemos identifiziert. Andere sehen hingegen Epikur oder Zenon von Kition dargestellt. Die Malerei befindet sich heute im Archäologischen Nationalmuseum Neapel.
Charles Picard hat im Anschluss daran einen ähnlich aussehenden Mann auf einem Silberbecher aus dem Schatz von Berthouville als Menedemos zu identifizieren versucht. Der Becher wird heute im Cabinet des Médailles der französischen Nationalbibliothek aufbewahrt.